# Pangrapta suffusa
Pangrapta suffusa är en fjärilsart som beskrevs av Alfred Ernest Wileman. Pangrapta suffusa ingår i släktet Pangrapta och familjen nattflyn. Inga underarter finns listade i Catalogue of Life.